# The Girl from Nagasaki
Pour plus de détails, voir Fiche technique et Distribution.
The Girl from Nagasaki est un film musical germano-américano-nippo-italien coécrit et réalisé par Michel Comte et Ayako Yoshida sorti en 2014.
Le film est une adaptation libre de l'opéra Madame Butterfly de Puccini.

## Fiche technique
- Titre original : The Girl from Nagasaki
- Titre français :
- Titre québécois :
- Réalisation : Michel Comte et Ayako Yoshida
- Scénario : Michel Comte, Anne-Marie Mackay, Ayako Yoshida d'après Madame Butterfly de Giacomo Puccini
- Direction artistique : Meghan C. Rogers
- Décors : James Dean
- Costumes : Ayako Yoshida
- Montage : Nick Tamburri
- Musique : Luigi Ceccarelli et Alessandro Cipriani
- Photographie : Pierluigi Malavasi
- Son : Maurizio Argentieri
- Production : Michel Comte et Amy Filbeck
- Sociétés de production : M4 Films AG / The Astronauts Guild / Shotz Fiction Film
- Sociétés de distribution :
- Pays d’origine :  Allemagne/ États-Unis/ Japon/ Italie
- Budget :
- Langue : Anglais
- Durée : 107 minutes
- Format :
- Genre : Film musical
- Dates de sortie
  - États-Unis : 10 novembre 2013 (Festival du film de Naples)

Film interdit aux moins de 16 ans

## Distribution
- Christopher Lee : Benjamin Franklin Pinkerton âgé
- Edoardo Ponti : Officier Pinkerton
- Mariko Wordell : Cho-Cho San
- Michael Nyqvist : Père Lars
- Sasha Alexander : Adelaide
- Michael Wincott : Goro
- Polina Semionova : l'alter ego de Cho-Cho San
- Clemens Schick : Prince Yamadori
- Robert Evans : le consul des États-Unis
- Ayako Yoshida : Suzuki
- Marianne Faithfull :

## Distinctions

### Nominations et sélections
- Festival du film de Sundance 2014 : sélection « New Frontier »